# 大屈斯特林湖

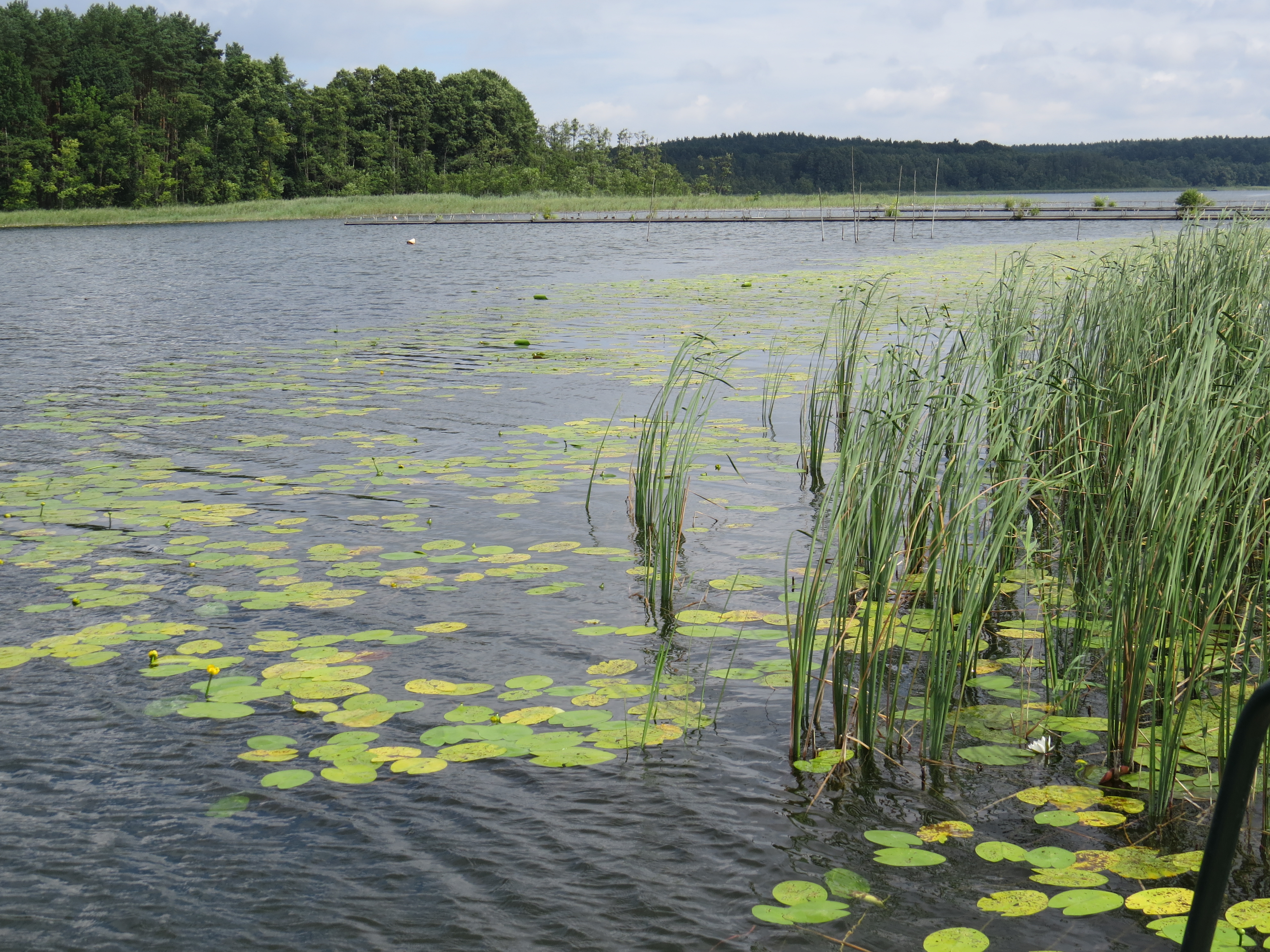

53°13′30″N 13°24′35″E / 53.225049°N 13.409843°E
大屈斯特林湖（德語：Großer Küstrinsee），是德國的湖泊，位於該國西南部，由勃蘭登堡州負責管轄，處於烏克馬克縣，面積2.2平方公里，海拔高度63米，最大水深22米，水體容量1,697萬立方米。